# Lista di asteroidi (580001-581000)
Di seguito una lista di asteroidi dal numero 580001 al 581000 con data di scoperta e scopritore.

## 580001-580100
| Nome     | Designazione provvisoria | Data di scoperta  | Scopritore                     |
| -------- | ------------------------ | ----------------- | ------------------------------ |
| 580001 - | 2015 AB122               | 14 gennaio 2015   | Pan-STARRS 1                   |
| 580002 - | 2015 AS123               | 11 settembre 2004 | Spacewatch                     |
| 580003 - | 2015 AV125               | 3 ottobre 2013    | Mount Lemmon Survey            |
| 580004 - | 2015 AZ129               | 5 aprile 2008     | Mount Lemmon Survey            |
| 580005 - | 2015 AN131               | 3 ottobre 2013    | Pan-STARRS 1                   |
| 580006 - | 2015 AR136               | 3 settembre 2013  | Pan-STARRS 1                   |
| 580007 - | 2015 AK137               | 12 agosto 2004    | Cerro Tololo                   |
| 580008 - | 2015 AL137               | 14 gennaio 2015   | Pan-STARRS 1                   |
| 580009 - | 2015 AR139               | 21 dicembre 2014  | Pan-STARRS 1                   |
| 580010 - | 2015 AT139               | 1 dicembre 2005   | Mount Lemmon Survey            |
| 580011 - | 2015 AN145               | 10 febbraio 2011  | Mount Lemmon Survey            |
| 580012 - | 2015 AP146               | 1 settembre 2013  | Sarneczky, K.                  |
| 580013 - | 2015 AT150               | 4 agosto 2003     | Spacewatch                     |
| 580014 - | 2015 AL151               | 17 gennaio 2007   | Spacewatch                     |
| 580015 - | 2015 AV158               | 11 novembre 2009  | Spacewatch                     |
| 580016 - | 2015 AD159               | 6 marzo 2011      | Mount Lemmon Survey            |
| 580017 - | 2015 AJ161               | 30 agosto 2013    | Pan-STARRS 1                   |
| 580018 - | 2015 AG162               | 14 gennaio 2015   | Pan-STARRS 1                   |
| 580019 - | 2015 AN162               | 28 dicembre 2005  | Spacewatch                     |
| 580020 - | 2015 AK164               | 25 febbraio 2012  | Mount Lemmon Survey            |
| 580021 - | 2015 AB165               | 22 dicembre 2008  | Spacewatch                     |
| 580022 - | 2015 AU166               | 3 maggio 2008     | Spacewatch                     |
| 580023 - | 2015 AL167               | 21 dicembre 2014  | Pan-STARRS 1                   |
| 580024 - | 2015 AF168               | 12 novembre 2006  | Mount Lemmon Survey            |
| 580025 - | 2015 AT169               | 14 gennaio 2015   | Pan-STARRS 1                   |
| 580026 - | 2015 AR170               | 30 gennaio 2011   | Mount Lemmon Survey            |
| 580027 - | 2015 AJ176               | 2 aprile 2011     | Pan-STARRS 1                   |
| 580028 - | 2015 AP179               | 14 gennaio 2015   | Pan-STARRS 1                   |
| 580029 - | 2015 AP181               | 12 maggio 2012    | Mount Lemmon Survey            |
| 580030 - | 2015 AS184               | 30 gennaio 2011   | Mount Lemmon Survey            |
| 580031 - | 2015 AB188               | 9 agosto 2013     | Spacewatch                     |
| 580032 - | 2015 AR188               | 1 ottobre 2005    | Spacewatch                     |
| 580033 - | 2015 AM191               | 4 luglio 2013     | Pan-STARRS 1                   |
| 580034 - | 2015 AO195               | 14 gennaio 2015   | Pan-STARRS 1                   |
| 580035 - | 2015 AW199               | 13 maggio 2012    | Mount Lemmon Survey            |
| 580036 - | 2015 AC208               | 29 novembre 2014  | CSS                            |
| 580037 - | 2015 AN208               | 6 dicembre 2010   | Mount Lemmon Survey            |
| 580038 - | 2015 AT208               | 4 novembre 2014   | Mount Lemmon Survey            |
| 580039 - | 2015 AZ211               | 20 novembre 2014  | Pan-STARRS 1                   |
| 580040 - | 2015 AS213               | 3 dicembre 2010   | Mount Lemmon Survey            |
| 580041 - | 2015 AX213               | 16 dicembre 2014  | Pan-STARRS 1                   |
| 580042 - | 2015 AC215               | 15 gennaio 2015   | Pan-STARRS 1                   |
| 580043 - | 2015 AN215               | 11 giugno 2012    | Pan-STARRS 1                   |
| 580044 - | 2015 AG218               | 15 gennaio 2015   | Pan-STARRS 1                   |
| 580045 - | 2015 AJ218               | 15 gennaio 2015   | Pan-STARRS 1                   |
| 580046 - | 2015 AQ218               | 15 gennaio 2015   | Pan-STARRS 1                   |
| 580047 - | 2015 AU219               | 28 dicembre 2014  | Schwartz, M., Holvorcem, P. R. |
| 580048 - | 2015 AL224               | 15 gennaio 2015   | Pan-STARRS 1                   |
| 580049 - | 2015 AE225               | 15 gennaio 2015   | Pan-STARRS 1                   |
| 580050 - | 2015 AQ226               | 28 ottobre 2008   | Mount Lemmon Survey            |
| 580051 - | 2015 AX230               | 3 maggio 2008     | Spacewatch                     |
| 580052 - | 2015 AE233               | 26 novembre 2014  | Pan-STARRS 1                   |
| 580053 - | 2015 AM233               | 9 ottobre 2008    | Mount Lemmon Survey            |
| 580054 - | 2015 AY233               | 7 novembre 2007   | Spacewatch                     |
| 580055 - | 2015 AM234               | 15 gennaio 2015   | Pan-STARRS 1                   |
| 580056 - | 2015 AY235               | 25 dicembre 2005  | Spacewatch                     |
| 580057 - | 2015 AC236               | 15 gennaio 2015   | Pan-STARRS 1                   |
| 580058 - | 2015 AE236               | 3 febbraio 1997   | Spacewatch                     |
| 580059 - | 2015 AX239               | 18 ottobre 2009   | Mount Lemmon Survey            |
| 580060 - | 2015 AO240               | 25 novembre 2005  | Spacewatch                     |
| 580061 - | 2015 AL242               | 18 dicembre 2009  | Mount Lemmon Survey            |
| 580062 - | 2015 AU243               | 15 aprile 2007    | CSS                            |
| 580063 - | 2015 AS244               | 15 gennaio 2015   | Pan-STARRS 1                   |
| 580064 - | 2015 AL245               | 15 gennaio 2015   | Pan-STARRS 1                   |
| 580065 - | 2015 AQ245               | 15 gennaio 2015   | Pan-STARRS 1                   |
| 580066 - | 2015 AG247               | 11 novembre 2001  | SDSS Collaboration             |
| 580067 - | 2015 AR247               | 29 novembre 2014  | Spacewatch                     |
| 580068 - | 2015 AP250               | 2 novembre 2007   | Spacewatch                     |
| 580069 - | 2015 AN251               | 25 ottobre 2005   | Spacewatch                     |
| 580070 - | 2015 AS251               | 23 novembre 2014  | Pan-STARRS 1                   |
| 580071 - | 2015 AP252               | 14 gennaio 2015   | Pan-STARRS 1                   |
| 580072 - | 2015 AA253               | 16 dicembre 2004  | Spacewatch                     |
| 580073 - | 2015 AR255               | 20 novembre 2014  | Pan-STARRS 1                   |
| 580074 - | 2015 AN257               | 20 maggio 2012    | Mount Lemmon Survey            |
| 580075 - | 2015 AO258               | 14 settembre 2013 | Pan-STARRS 1                   |
| 580076 - | 2015 AX261               | 15 gennaio 2015   | Pan-STARRS 1                   |
| 580077 - | 2015 AK263               | 6 ottobre 2012    | Rinner, C.                     |
| 580078 - | 2015 AU263               | 8 ottobre 2008    | Spacewatch                     |
| 580079 - | 2015 AU264               | 8 dicembre 2010   | Mount Lemmon Survey            |
| 580080 - | 2015 AC266               | 5 gennaio 2006    | Spacewatch                     |
| 580081 - | 2015 AC272               | 25 novembre 2009  | Spacewatch                     |
| 580082 - | 2015 AF273               | 29 settembre 2009 | Mount Lemmon Survey            |
| 580083 - | 2015 AM275               | 8 marzo 2008      | Mount Lemmon Survey            |
| 580084 - | 2015 AS275               | 5 febbraio 2011   | Mount Lemmon Survey            |
| 580085 - | 2015 AA276               | 20 aprile 2007    | Spacewatch                     |
| 580086 - | 2015 AL276               | 1 febbraio 2003   | NEAT                           |
| 580087 - | 2015 AM276               | 16 novembre 2014  | Mount Lemmon Survey            |
| 580088 - | 2015 AS278               | 5 agosto 2008     | OAM Observatory                |
| 580089 - | 2015 AU281               | 15 gennaio 2015   | Pan-STARRS 1                   |
| 580090 - | 2015 AZ281               | 12 gennaio 2010   | CSS                            |
| 580091 - | 2015 AB282               | 28 novembre 2011  | Spacewatch                     |
| 580092 - | 2015 AK284               | 15 settembre 2006 | LINEAR                         |
| 580093 - | 2015 AY284               | 12 gennaio 2015   | Pan-STARRS 1                   |
| 580094 - | 2015 AY285               | 14 gennaio 2015   | Pan-STARRS 1                   |
| 580095 - | 2015 AC287               | 30 maggio 2003    | LINEAR                         |
| 580096 - | 2015 AV287               | 27 ottobre 2009   | Mount Lemmon Survey            |
| 580097 - | 2015 AP288               | 31 marzo 2012     | Mount Lemmon Survey            |
| 580098 - | 2015 AD291               | 14 gennaio 2015   | Pan-STARRS 1                   |
| 580099 - | 2015 AC297               | 15 gennaio 2015   | Pan-STARRS 1                   |
| 580100 - | 2015 AD300               | 15 gennaio 2015   | Pan-STARRS 1                   |

## 580101-580200
| Nome         | Designazione provvisoria | Data di scoperta  | Scopritore              |
| ------------ | ------------------------ | ----------------- | ----------------------- |
| 580101 -     | 2015 AZ300               | 9 gennaio 2015    | Pan-STARRS 1            |
| 580102 -     | 2015 BD1                 | 9 dicembre 2001   | Spacewatch              |
| 580103 -     | 2015 BF1                 | 3 settembre 2013  | Pan-STARRS 1            |
| 580104 -     | 2015 BH1                 | 14 giugno 2013    | Mount Lemmon Survey     |
| 580105 -     | 2015 BM1                 | 22 novembre 2006  | CSS                     |
| 580106 -     | 2015 BB2                 | 16 marzo 2007     | Spacewatch              |
| 580107 -     | 2015 BA3                 | 16 gennaio 2015   | Pan-STARRS 1            |
| 580108 -     | 2015 BP3                 | 30 luglio 2001    | NEAT                    |
| 580109 -     | 2015 BF4                 | 2 ottobre 2014    | Pan-STARRS 1            |
| 580110 -     | 2015 BQ5                 | 14 dicembre 2006  | Spacewatch              |
| 580111 -     | 2015 BF8                 | 8 gennaio 2011    | Mount Lemmon Survey     |
| 580112 -     | 2015 BM8                 | 10 ottobre 2007   | Spacewatch              |
| 580113 -     | 2015 BY9                 | 13 gennaio 2011   | Mount Lemmon Survey     |
| 580114 -     | 2015 BT12                | 10 settembre 2004 | Spacewatch              |
| 580115 -     | 2015 BE13                | 26 gennaio 1998   | Spacewatch              |
| 580116 -     | 2015 BQ14                | 23 aprile 2004    | Spacewatch              |
| 580117 -     | 2015 BF17                | 26 novembre 2014  | Pan-STARRS 1            |
| 580118 -     | 2015 BN18                | 8 febbraio 2011   | Mount Lemmon Survey     |
| 580119 -     | 2015 BT18                | 18 aprile 2007    | Mount Lemmon Survey     |
| 580120 -     | 2015 BF19                | 4 maggio 2008     | Spacewatch              |
| 580121 -     | 2015 BG19                | 1 febbraio 2011   | Sarneczky, K.           |
| 580122 -     | 2015 BA20                | 16 gennaio 2015   | Spacewatch              |
| 580123 Gedek | 2015 BG20                | 8 settembre 2012  | M. Kusiak, M. Żołnowski |
| 580124 -     | 2015 BB21                | 2 dicembre 2005   | Mount Lemmon Survey     |
| 580125 -     | 2015 BH21                | 28 dicembre 2014  | Mount Lemmon Survey     |
| 580126 -     | 2015 BL21                | 18 novembre 2006  | Mount Lemmon Survey     |
| 580127 -     | 2015 BT23                | 9 ottobre 2008    | Spacewatch              |
| 580128 -     | 2015 BF24                | 20 settembre 2003 | NEAT                    |
| 580129 -     | 2015 BH24                | 11 novembre 2013  | Spacewatch              |
| 580130 -     | 2015 BJ24                | 9 gennaio 2011    | Mount Lemmon Survey     |
| 580131 -     | 2015 BN24                | 4 settembre 2008  | Spacewatch              |
| 580132 -     | 2015 BC25                | 9 settembre 2008  | Mount Lemmon Survey     |
| 580133 -     | 2015 BM25                | 15 dicembre 2001  | SDSS Collaboration      |
| 580134 -     | 2015 BW27                | 29 luglio 2008    | Spacewatch              |
| 580135 -     | 2015 BH29                | 14 marzo 2011     | Mount Lemmon Survey     |
| 580136 -     | 2015 BN29                | 16 gennaio 2015   | Pan-STARRS 1            |
| 580137 -     | 2015 BR31                | 12 agosto 2013    | Oreshko, A.             |
| 580138 -     | 2015 BW33                | 13 febbraio 2011  | Mount Lemmon Survey     |
| 580139 -     | 2015 BV35                | 25 novembre 2013  | PMO NEO Survey Program  |
| 580140 -     | 2015 BX35                | 23 agosto 2003    | NEAT                    |
| 580141 -     | 2015 BB36                | 16 gennaio 2015   | Pan-STARRS 1            |
| 580142 -     | 2015 BD36                | 16 gennaio 2015   | Pan-STARRS 1            |
| 580143 -     | 2015 BM36                | 20 gennaio 2012   | Spacewatch              |
| 580144 -     | 2015 BR37                | 23 settembre 2008 | Spacewatch              |
| 580145 -     | 2015 BB45                | 3 settembre 2005  | CSS                     |
| 580146 -     | 2015 BY45                | 28 gennaio 2003   | NEAT                    |
| 580147 -     | 2015 BF47                | 10 ottobre 2005   | Spacewatch              |
| 580148 -     | 2015 BY47                | 1 settembre 2013  | Mount Lemmon Survey     |
| 580149 -     | 2015 BG48                | 13 gennaio 2011   | Mount Lemmon Survey     |
| 580150 -     | 2015 BW51                | 14 marzo 2007     | Mount Lemmon Survey     |
| 580151 -     | 2015 BZ52                | 15 settembre 2013 | Pan-STARRS 1            |
| 580152 -     | 2015 BM54                | 27 dicembre 2006  | Mount Lemmon Survey     |
| 580153 -     | 2015 BR55                | 30 agosto 2005    | NEAT                    |
| 580154 -     | 2015 BX55                | 26 febbraio 2012  | Pan-STARRS 1            |
| 580155 -     | 2015 BP58                | 17 gennaio 2015   | Pan-STARRS 1            |
| 580156 -     | 2015 BU60                | 7 ottobre 2005    | Mauna Kea               |
| 580157 -     | 2015 BN62                | 17 dicembre 2009  | Spacewatch              |
| 580158 -     | 2015 BO62                | 4 settembre 2008  | Spacewatch              |
| 580159 -     | 2015 BH63                | 6 gennaio 2010    | Mount Lemmon Survey     |
| 580160 -     | 2015 BN63                | 13 febbraio 2011  | Mount Lemmon Survey     |
| 580161 -     | 2015 BO64                | 9 marzo 2007      | Spacewatch              |
| 580162 -     | 2015 BT64                | 17 gennaio 2015   | Pan-STARRS 1            |
| 580163 -     | 2015 BK65                | 4 febbraio 2006   | Mount Lemmon Survey     |
| 580164 -     | 2015 BS65                | 17 gennaio 2015   | Pan-STARRS 1            |
| 580165 -     | 2015 BM66                | 17 gennaio 2015   | Pan-STARRS 1            |
| 580166 -     | 2015 BL67                | 11 novembre 2013  | Mount Lemmon Survey     |
| 580167 -     | 2015 BW67                | 25 novembre 2005  | Mount Lemmon Survey     |
| 580168 -     | 2015 BJ70                | 17 gennaio 2015   | Pan-STARRS 1            |
| 580169 -     | 2015 BA71                | 18 giugno 2012    | Mount Lemmon Survey     |
| 580170 -     | 2015 BF72                | 11 marzo 2005     | Spacewatch              |
| 580171 -     | 2015 BW73                | 14 marzo 2011     | Mount Lemmon Survey     |
| 580172 -     | 2015 BX74                | 25 dicembre 2005  | Mount Lemmon Survey     |
| 580173 -     | 2015 BV76                | 28 ottobre 2008   | Spacewatch              |
| 580174 -     | 2015 BA77                | 17 gennaio 2015   | Pan-STARRS 1            |
| 580175 -     | 2015 BM77                | 17 gennaio 2015   | Pan-STARRS 1            |
| 580176 -     | 2015 BN78                | 18 gennaio 2015   | ESA OGS                 |
| 580177 -     | 2015 BT80                | 14 settembre 2013 | Spacewatch              |
| 580178 -     | 2015 BX81                | 20 febbraio 2009  | Spacewatch              |
| 580179 -     | 2015 BQ84                | 13 gennaio 2011   | Mount Lemmon Survey     |
| 580180 -     | 2015 BD86                | 9 febbraio 2011   | Mount Lemmon Survey     |
| 580181 -     | 2015 BP86                | 18 gennaio 2015   | Pan-STARRS 1            |
| 580182 -     | 2015 BQ86                | 5 settembre 1999  | CSS                     |
| 580183 -     | 2015 BY86                | 18 gennaio 2015   | Pan-STARRS 1            |
| 580184 -     | 2015 BP88                | 18 gennaio 2015   | Pan-STARRS 1            |
| 580185 -     | 2015 BX88                | 11 gennaio 2008   | Spacewatch              |
| 580186 -     | 2015 BG89                | 18 gennaio 2015   | Pan-STARRS 1            |
| 580187 -     | 2015 BQ89                | 23 ottobre 2008   | Spacewatch              |
| 580188 -     | 2015 BS89                | 18 gennaio 2015   | Mount Lemmon Survey     |
| 580189 -     | 2015 BU89                | 30 giugno 2008    | Spacewatch              |
| 580190 -     | 2015 BD90                | 28 ottobre 2008   | Spacewatch              |
| 580191 -     | 2015 BV90                | 18 gennaio 2015   | Pan-STARRS 1            |
| 580192 -     | 2015 BK91                | 5 dicembre 2010   | Mount Lemmon Survey     |
| 580193 -     | 2015 BY91                | 8 luglio 2003     | NEAT                    |
| 580194 -     | 2015 BM93                | 31 dicembre 2005  | Spacewatch              |
| 580195 -     | 2015 BS93                | 9 ottobre 2010    | Mount Lemmon Survey     |
| 580196 -     | 2015 BW93                | 16 gennaio 2015   | Mount Lemmon Survey     |
| 580197 -     | 2015 BM94                | 14 gennaio 2011   | Spacewatch              |
| 580198 -     | 2015 BV96                | 5 marzo 2011      | Mount Lemmon Survey     |
| 580199 -     | 2015 BZ100               | 16 gennaio 2015   | Mount Lemmon Survey     |
| 580200 -     | 2015 BC101               | 8 ottobre 2008    | Mount Lemmon Survey     |

## 580201-580300
| Nome     | Designazione provvisoria | Data di scoperta  | Scopritore                      |
| -------- | ------------------------ | ----------------- | ------------------------------- |
| 580201 - | 2015 BK102               | 29 maggio 2008    | Mount Lemmon Survey             |
| 580202 - | 2015 BP102               | 16 gennaio 2015   | Pan-STARRS 1                    |
| 580203 - | 2015 BL103               | 9 ottobre 2013    | Mount Lemmon Survey             |
| 580204 - | 2015 BR103               | 16 gennaio 2015   | Pan-STARRS 1                    |
| 580205 - | 2015 BY103               | 26 ottobre 2008   | Mount Lemmon Survey             |
| 580206 - | 2015 BK104               | 21 dicembre 2014  | Pan-STARRS 1                    |
| 580207 - | 2015 BQ107               | 27 novembre 2014  | Mount Lemmon Survey             |
| 580208 - | 2015 BW107               | 2 ottobre 2009    | Mount Lemmon Survey             |
| 580209 - | 2015 BH109               | 17 novembre 2009  | Mount Lemmon Survey             |
| 580210 - | 2015 BV110               | 21 novembre 2014  | Pan-STARRS 1                    |
| 580211 - | 2015 BJ115               | 1 marzo 2011      | Mount Lemmon Survey             |
| 580212 - | 2015 BV118               | 1 maggio 2011     | Pan-STARRS 1                    |
| 580213 - | 2015 BP120               | 17 gennaio 2015   | Pan-STARRS 1                    |
| 580214 - | 2015 BE123               | 18 agosto 2003    | AMOS                            |
| 580215 - | 2015 BA125               | 23 aprile 2007    | Mount Lemmon Survey             |
| 580216 - | 2015 BN125               | 17 gennaio 2015   | Pan-STARRS 1                    |
| 580217 - | 2015 BR126               | 11 settembre 2001 | LINEAR                          |
| 580218 - | 2015 BW127               | 5 dicembre 2005   | Spacewatch                      |
| 580219 - | 2015 BB128               | 11 marzo 2007     | Mount Lemmon Survey             |
| 580220 - | 2015 BT130               | 1 luglio 2013     | Pan-STARRS 1                    |
| 580221 - | 2015 BC131               | 28 marzo 2008     | Mount Lemmon Survey             |
| 580222 - | 2015 BK131               | 10 febbraio 2002  | LINEAR                          |
| 580223 - | 2015 BG133               | 3 novembre 2005   | Mount Lemmon Survey             |
| 580224 - | 2015 BH134               | 17 gennaio 2015   | Pan-STARRS 1                    |
| 580225 - | 2015 BY134               | 26 ottobre 2013   | Mount Lemmon Survey             |
| 580226 - | 2015 BF135               | 20 ottobre 2003   | Spacewatch                      |
| 580227 - | 2015 BN137               | 4 aprile 2011     | CSS                             |
| 580228 - | 2015 BT137               | 24 ottobre 2013   | Mount Lemmon Survey             |
| 580229 - | 2015 BM139               | 5 agosto 2008     | Siding Spring Survey            |
| 580230 - | 2015 BN139               | 20 marzo 2007     | Spacewatch                      |
| 580231 - | 2015 BJ143               | 17 gennaio 2015   | Pan-STARRS 1                    |
| 580232 - | 2015 BY143               | 12 marzo 2007     | CSS                             |
| 580233 - | 2015 BH144               | 4 novembre 2004   | Spacewatch                      |
| 580234 - | 2015 BN146               | 1 aprile 2003     | Cerro Tololo                    |
| 580235 - | 2015 BD147               | 26 agosto 2000    | Millis, R. L., Wasserman, L. H. |
| 580236 - | 2015 BZ147               | 18 dicembre 2014  | Pan-STARRS 1                    |
| 580237 - | 2015 BK148               | 8 luglio 2003     | NEAT                            |
| 580238 - | 2015 BR148               | 3 ottobre 2013    | Pan-STARRS 1                    |
| 580239 - | 2015 BD149               | 17 gennaio 2015   | Pan-STARRS 1                    |
| 580240 - | 2015 BG150               | 17 gennaio 2015   | Pan-STARRS 1                    |
| 580241 - | 2015 BR150               | 17 gennaio 2015   | Pan-STARRS 1                    |
| 580242 - | 2015 BD154               | 17 gennaio 2015   | Pan-STARRS 1                    |
| 580243 - | 2015 BA155               | 17 gennaio 2015   | Pan-STARRS 1                    |
| 580244 - | 2015 BJ156               | 16 novembre 2009  | Spacewatch                      |
| 580245 - | 2015 BL156               | 23 ottobre 2003   | Spacewatch                      |
| 580246 - | 2015 BM156               | 14 maggio 2009    | Spacewatch                      |
| 580247 - | 2015 BC157               | 27 novembre 2014  | Pan-STARRS 1                    |
| 580248 - | 2015 BL157               | 6 aprile 2008     | Mount Lemmon Survey             |
| 580249 - | 2015 BS158               | 30 agosto 2005    | NEAT                            |
| 580250 - | 2015 BK161               | 15 settembre 2013 | Mount Lemmon Survey             |
| 580251 - | 2015 BG163               | 25 dicembre 2005  | Spacewatch                      |
| 580252 - | 2015 BH163               | 15 luglio 2013    | Mauna Kea                       |
| 580253 - | 2015 BP163               | 29 luglio 2000    | LONEOS                          |
| 580254 - | 2015 BH167               | 16 dicembre 2007  | Spacewatch                      |
| 580255 - | 2015 BJ168               | 31 marzo 2011     | Pan-STARRS 1                    |
| 580256 - | 2015 BX168               | 13 marzo 2010     | Spacewatch                      |
| 580257 - | 2015 BZ171               | 17 gennaio 2015   | Pan-STARRS 1                    |
| 580258 - | 2015 BN175               | 20 novembre 2003  | Kitt Peak                       |
| 580259 - | 2015 BB176               | 17 gennaio 2015   | Pan-STARRS 1                    |
| 580260 - | 2015 BT176               | 19 aprile 2002    | Spacewatch                      |
| 580261 - | 2015 BQ177               | 17 gennaio 2015   | Pan-STARRS 1                    |
| 580262 - | 2015 BJ180               | 14 settembre 2013 | Mount Lemmon Survey             |
| 580263 - | 2015 BF181               | 11 ottobre 2001   | LINEAR                          |
| 580264 - | 2015 BO181               | 9 novembre 2009   | Spacewatch                      |
| 580265 - | 2015 BB183               | 12 settembre 2013 | CSS                             |
| 580266 - | 2015 BS184               | 9 marzo 2011      | Mount Lemmon Survey             |
| 580267 - | 2015 BV184               | 3 ottobre 2013    | Pan-STARRS 1                    |
| 580268 - | 2015 BG191               | 17 gennaio 2015   | Pan-STARRS 1                    |
| 580269 - | 2015 BR192               | 27 aprile 2011    | Spacewatch                      |
| 580270 - | 2015 BB193               | 6 settembre 2013  | Mount Lemmon Survey             |
| 580271 - | 2015 BV194               | 17 giugno 2012    | Mount Lemmon Survey             |
| 580272 - | 2015 BD195               | 24 ottobre 2013   | Mount Lemmon Survey             |
| 580273 - | 2015 BL195               | 30 settembre 2013 | Mount Lemmon Survey             |
| 580274 - | 2015 BL196               | 28 maggio 2009    | Mount Lemmon Survey             |
| 580275 - | 2015 BU200               | 17 gennaio 2015   | Pan-STARRS 1                    |
| 580276 - | 2015 BK201               | 17 gennaio 2015   | Pan-STARRS 1                    |
| 580277 - | 2015 BM202               | 17 gennaio 2015   | Pan-STARRS 1                    |
| 580278 - | 2015 BA203               | 12 novembre 2001  | SDSS Collaboration              |
| 580279 - | 2015 BY205               | 28 luglio 2005    | NEAT                            |
| 580280 - | 2015 BQ206               | 9 dicembre 2010   | Mount Lemmon Survey             |
| 580281 - | 2015 BA207               | 13 dicembre 2006  | Mount Lemmon Survey             |
| 580282 - | 2015 BF210               | 11 marzo 2005     | Mount Lemmon Survey             |
| 580283 - | 2015 BU213               | 12 settembre 2009 | ESA OGS                         |
| 580284 - | 2015 BT219               | 26 dicembre 2014  | Pan-STARRS 1                    |
| 580285 - | 2015 BY220               | 5 ottobre 2013    | Mount Lemmon Survey             |
| 580286 - | 2015 BC221               | 4 gennaio 2011    | Mount Lemmon Survey             |
| 580287 - | 2015 BP222               | 13 settembre 2013 | Mount Lemmon Survey             |
| 580288 - | 2015 BV222               | 23 agosto 2004    | Spacewatch                      |
| 580289 - | 2015 BE223               | 18 aprile 2012    | Mount Lemmon Survey             |
| 580290 - | 2015 BY223               | 6 febbraio 2006   | Mount Lemmon Survey             |
| 580291 - | 2015 BB224               | 27 febbraio 2012  | Pan-STARRS 1                    |
| 580292 - | 2015 BO225               | 18 gennaio 2015   | Mount Lemmon Survey             |
| 580293 - | 2015 BE228               | 8 maggio 2008     | Mount Lemmon Survey             |
| 580294 - | 2015 BH229               | 10 dicembre 2009  | Mount Lemmon Survey             |
| 580295 - | 2015 BS229               | 2 settembre 2005  | NEAT                            |
| 580296 - | 2015 BP231               | 18 gennaio 2015   | Mount Lemmon Survey             |
| 580297 - | 2015 BD233               | 21 novembre 2008  | Spacewatch                      |
| 580298 - | 2015 BU233               | 23 agosto 2004    | Spacewatch                      |
| 580299 - | 2015 BD236               | 28 luglio 2009    | Spacewatch                      |
| 580300 - | 2015 BW236               | 26 marzo 2007     | Spacewatch                      |

## 580301-580400
| Nome               | Designazione provvisoria | Data di scoperta  | Scopritore                  |
| ------------------ | ------------------------ | ----------------- | --------------------------- |
| 580301 Aznarmacías | 2015 BD238               | 23 settembre 2014 | Hollands, M., Vaduvescu, O. |
| 580302 -           | 2015 BL238               | 18 gennaio 2015   | Mount Lemmon Survey         |
| 580303 -           | 2015 BD239               | 19 settembre 2009 | Spacewatch                  |
| 580304 -           | 2015 BB240               | 11 febbraio 2011  | Mount Lemmon Survey         |
| 580305 -           | 2015 BC241               | 18 gennaio 2015   | Pan-STARRS 1                |
| 580306 -           | 2015 BR241               | 6 gennaio 2010    | Spacewatch                  |
| 580307 -           | 2015 BS241               | 23 agosto 2003    | NEAT                        |
| 580308 -           | 2015 BY241               | 18 settembre 2009 | CSS                         |
| 580309 -           | 2015 BS248               | 12 febbraio 2002  | Spacewatch                  |
| 580310 -           | 2015 BU252               | 1 settembre 2005  | Spacewatch                  |
| 580311 -           | 2015 BZ254               | 26 novembre 2014  | Pan-STARRS 1                |
| 580312 -           | 2015 BO256               | 17 novembre 2009  | Mount Lemmon Survey         |
| 580313 -           | 2015 BZ256               | 30 maggio 2012    | Mount Lemmon Survey         |
| 580314 -           | 2015 BU258               | 20 ottobre 2007   | Mount Lemmon Survey         |
| 580315 -           | 2015 BK259               | 28 gennaio 2011   | Spacewatch                  |
| 580316 -           | 2015 BW259               | 10 dicembre 2009  | Mount Lemmon Survey         |
| 580317 -           | 2015 BB260               | 27 aprile 2012    | Pan-STARRS 1                |
| 580318 -           | 2015 BE260               | 18 dicembre 2014  | Pan-STARRS 1                |
| 580319 -           | 2015 BK260               | 25 novembre 2009  | Spacewatch                  |
| 580320 -           | 2015 BY261               | 13 agosto 2012    | Pan-STARRS 1                |
| 580321 -           | 2015 BE262               | 1 marzo 2011      | Mount Lemmon Survey         |
| 580322 -           | 2015 BH264               | 3 novembre 2014   | Mount Lemmon Survey         |
| 580323 -           | 2015 BO264               | 30 aprile 2011    | Mount Lemmon Survey         |
| 580324 -           | 2015 BH266               | 30 ottobre 2006   | Mount Lemmon Survey         |
| 580325 -           | 2015 BP266               | 2 luglio 2013     | Pan-STARRS 1                |
| 580326 -           | 2015 BW266               | 30 novembre 2014  | Pan-STARRS 1                |
| 580327 -           | 2015 BS268               | 21 dicembre 2014  | Mount Lemmon Survey         |
| 580328 -           | 2015 BA272               | 14 gennaio 2011   | Mount Lemmon Survey         |
| 580329 -           | 2015 BY273               | 18 gennaio 2008   | Mount Lemmon Survey         |
| 580330 -           | 2015 BH277               | 25 ottobre 2001   | SDSS Collaboration          |
| 580331 -           | 2015 BX277               | 19 gennaio 2015   | Mount Lemmon Survey         |
| 580332 -           | 2015 BM278               | 11 luglio 2007    | LUSS                        |
| 580333 -           | 2015 BJ280               | 21 febbraio 2007  | Mount Lemmon Survey         |
| 580334 -           | 2015 BZ280               | 3 ottobre 2013    | Spacewatch                  |
| 580335 -           | 2015 BJ282               | 19 gennaio 2015   | Pan-STARRS 1                |
| 580336 -           | 2015 BP282               | 28 ottobre 2014   | Pan-STARRS 1                |
| 580337 -           | 2015 BR285               | 5 marzo 2011      | Spacewatch                  |
| 580338 -           | 2015 BG286               | 7 ottobre 2005    | Spacewatch                  |
| 580339 -           | 2015 BF287               | 19 gennaio 2015   | Pan-STARRS 1                |
| 580340 -           | 2015 BL289               | 19 gennaio 2015   | Pan-STARRS 1                |
| 580341 -           | 2015 BC291               | 24 novembre 2009  | Spacewatch                  |
| 580342 -           | 2015 BH293               | 3 settembre 2013  | Hormuth, F.                 |
| 580343 -           | 2015 BA294               | 18 aprile 2007    | Mount Lemmon Survey         |
| 580344 -           | 2015 BB294               | 2 dicembre 2014   | Pan-STARRS 1                |
| 580345 -           | 2015 BA295               | 16 febbraio 2002  | NEAT                        |
| 580346 -           | 2015 BM295               | 26 marzo 2011     | Spacewatch                  |
| 580347 -           | 2015 BU295               | 1 settembre 2005  | NEAT                        |
| 580348 -           | 2015 BO297               | 27 aprile 2011    | Spacewatch                  |
| 580349 -           | 2015 BR297               | 24 aprile 2007    | Mount Lemmon Survey         |
| 580350 -           | 2015 BH299               | 19 gennaio 2015   | Pan-STARRS 1                |
| 580351 -           | 2015 BL299               | 29 novembre 2005  | Spacewatch                  |
| 580352 -           | 2015 BN299               | 19 gennaio 2015   | Pan-STARRS 1                |
| 580353 -           | 2015 BQ299               | 19 novembre 2009  | Mount Lemmon Survey         |
| 580354 -           | 2015 BW302               | 29 dicembre 2014  | Pan-STARRS 1                |
| 580355 -           | 2015 BQ303               | 4 febbraio 2003   | AMOS                        |
| 580356 -           | 2015 BC304               | 20 dicembre 2009  | Mount Lemmon Survey         |
| 580357 -           | 2015 BR304               | 19 gennaio 2015   | Pan-STARRS 1                |
| 580358 -           | 2015 BB305               | 16 febbraio 2002  | NEAT                        |
| 580359 -           | 2015 BM305               | 14 febbraio 2005  | Spacewatch                  |
| 580360 -           | 2015 BD308               | 21 settembre 2003 | Spacewatch                  |
| 580361 -           | 2015 BU315               | 14 novembre 2006  | Spacewatch                  |
| 580362 -           | 2015 BX319               | 16 gennaio 2015   | Mount Lemmon Survey         |
| 580363 -           | 2015 BA320               | 30 dicembre 2007  | Mount Lemmon Survey         |
| 580364 -           | 2015 BF320               | 3 ottobre 2013    | Pan-STARRS 1                |
| 580365 -           | 2015 BU320               | 17 gennaio 2015   | Pan-STARRS 1                |
| 580366 -           | 2015 BX320               | 3 ottobre 2013    | Pan-STARRS 1                |
| 580367 -           | 2015 BO321               | 25 agosto 2008    | Kocher, P.                  |
| 580368 -           | 2015 BP322               | 24 settembre 2013 | Mount Lemmon Survey         |
| 580369 -           | 2015 BQ322               | 17 gennaio 2015   | Pan-STARRS 1                |
| 580370 -           | 2015 BM324               | 13 ottobre 2013   | Spacewatch                  |
| 580371 -           | 2015 BZ324               | 17 gennaio 2015   | Pan-STARRS 1                |
| 580372 -           | 2015 BN325               | 16 luglio 2004    | Cerro Tololo                |
| 580373 -           | 2015 BO329               | 16 giugno 2012    | Pan-STARRS 1                |
| 580374 -           | 2015 BL334               | 23 marzo 2007     | Mauna Kea                   |
| 580375 -           | 2015 BZ337               | 26 gennaio 2011   | Spacewatch                  |
| 580376 -           | 2015 BA338               | 29 marzo 2012     | Pan-STARRS 1                |
| 580377 -           | 2015 BS338               | 26 novembre 2014  | Pan-STARRS 1                |
| 580378 -           | 2015 BC340               | 17 gennaio 2015   | Pan-STARRS 1                |
| 580379 -           | 2015 BJ340               | 24 ottobre 2013   | Mount Lemmon Survey         |
| 580380 -           | 2015 BF341               | 15 agosto 2004    | Cerro Tololo                |
| 580381 -           | 2015 BS344               | 2 novembre 2013   | Mount Lemmon Survey         |
| 580382 -           | 2015 BT344               | 24 ottobre 2013   | Mount Lemmon Survey         |
| 580383 -           | 2015 BH347               | 19 settembre 2009 | Mount Lemmon Survey         |
| 580384 -           | 2015 BG350               | 9 marzo 2007      | Spacewatch                  |
| 580385 -           | 2015 BD351               | 26 dicembre 2014  | Pan-STARRS 1                |
| 580386 -           | 2015 BE352               | 13 gennaio 2011   | Spacewatch                  |
| 580387 -           | 2015 BY352               | 10 maggio 2007    | Mount Lemmon Survey         |
| 580388 -           | 2015 BC354               | 22 giugno 2012    | Bickel, W.                  |
| 580389 -           | 2015 BH357               | 20 gennaio 2015   | Spacewatch                  |
| 580390 -           | 2015 BN357               | 28 gennaio 2011   | Mount Lemmon Survey         |
| 580391 -           | 2015 BW367               | 18 novembre 2009  | Spacewatch                  |
| 580392 -           | 2015 BZ369               | 8 gennaio 2011    | Mount Lemmon Survey         |
| 580393 -           | 2015 BT372               | 21 novembre 2014  | Pan-STARRS 1                |
| 580394 -           | 2015 BA377               | 26 febbraio 2007  | Mount Lemmon Survey         |
| 580395 -           | 2015 BZ378               | 6 settembre 2008  | Mount Lemmon Survey         |
| 580396 -           | 2015 BD382               | 29 marzo 2012     | Pan-STARRS 1                |
| 580397 -           | 2015 BT382               | 5 dicembre 2005   | Mount Lemmon Survey         |
| 580398 -           | 2015 BP383               | 20 maggio 2012    | Mount Lemmon Survey         |
| 580399 -           | 2015 BM384               | 29 aprile 2008    | Mount Lemmon Survey         |
| 580400 -           | 2015 BB386               | 12 maggio 2012    | Pan-STARRS 1                |

## 580401-580500
| Nome     | Designazione provvisoria | Data di scoperta  | Scopritore                      |
| -------- | ------------------------ | ----------------- | ------------------------------- |
| 580401 - | 2015 BU387               | 22 ottobre 2009   | Mount Lemmon Survey             |
| 580402 - | 2015 BO390               | 26 ottobre 2013   | Mount Lemmon Survey             |
| 580403 - | 2015 BC391               | 20 gennaio 2015   | Pan-STARRS 1                    |
| 580404 - | 2015 BC392               | 31 marzo 2008     | Mount Lemmon Survey             |
| 580405 - | 2015 BV392               | 24 settembre 2004 | Spacewatch                      |
| 580406 - | 2015 BV393               | 25 settembre 2008 | Mount Lemmon Survey             |
| 580407 - | 2015 BX394               | 20 gennaio 2015   | Pan-STARRS 1                    |
| 580408 - | 2015 BB395               | 20 gennaio 2015   | Pan-STARRS 1                    |
| 580409 - | 2015 BK396               | 20 gennaio 2015   | Pan-STARRS 1                    |
| 580410 - | 2015 BY398               | 22 ottobre 2003   | Kitt Peak                       |
| 580411 - | 2015 BH403               | 23 settembre 2008 | Spacewatch                      |
| 580412 - | 2015 BL403               | 22 agosto 2004    | Spacewatch                      |
| 580413 - | 2015 BL404               | 5 marzo 2002      | SDSS Collaboration              |
| 580414 - | 2015 BG407               | 6 luglio 2003     | Spacewatch                      |
| 580415 - | 2015 BK407               | 27 aprile 2012    | Mount Lemmon Survey             |
| 580416 - | 2015 BO410               | 21 ottobre 2008   | Spacewatch                      |
| 580417 - | 2015 BG411               | 20 gennaio 2015   | Pan-STARRS 1                    |
| 580418 - | 2015 BL411               | 7 gennaio 2006    | Spacewatch                      |
| 580419 - | 2015 BU412               | 8 febbraio 2011   | Spacewatch                      |
| 580420 - | 2015 BJ415               | 20 gennaio 2015   | Pan-STARRS 1                    |
| 580421 - | 2015 BD416               | 1 ottobre 2013    | Mottola, S., Proffe, G.         |
| 580422 - | 2015 BK419               | 29 luglio 2008    | Mount Lemmon Survey             |
| 580423 - | 2015 BL420               | 20 gennaio 2015   | Pan-STARRS 1                    |
| 580424 - | 2015 BH422               | 17 novembre 2009  | Mount Lemmon Survey             |
| 580425 - | 2015 BJ423               | 29 dicembre 2013  | Pan-STARRS 1                    |
| 580426 - | 2015 BU423               | 1 dicembre 2005   | Wasserman, L. H., Millis, R. L. |
| 580427 - | 2015 BR425               | 12 novembre 2010  | Mount Lemmon Survey             |
| 580428 - | 2015 BD426               | 31 gennaio 2006   | Spacewatch                      |
| 580429 - | 2015 BX427               | 20 gennaio 2015   | Pan-STARRS 1                    |
| 580430 - | 2015 BB429               | 11 novembre 2013  | Spacewatch                      |
| 580431 - | 2015 BT430               | 2 aprile 2011     | Spacewatch                      |
| 580432 - | 2015 BM432               | 15 settembre 2007 | Spacewatch                      |
| 580433 - | 2015 BD433               | 2 gennaio 2011    | Mount Lemmon Survey             |
| 580434 - | 2015 BN433               | 20 gennaio 2015   | Pan-STARRS 1                    |
| 580435 - | 2015 BX433               | 6 febbraio 2002   | Millis, R. L., Buie, M. W.      |
| 580436 - | 2015 BH439               | 20 gennaio 2015   | Pan-STARRS 1                    |
| 580437 - | 2015 BA441               | 31 ottobre 2005   | Mauna Kea                       |
| 580438 - | 2015 BY441               | 14 aprile 2011    | Mount Lemmon Survey             |
| 580439 - | 2015 BT442               | 13 ottobre 2004   | Cernis, K., Zdanavicius, J.     |
| 580440 - | 2015 BW442               | 16 ottobre 2001   | NEAT                            |
| 580441 - | 2015 BE443               | 20 gennaio 2015   | Pan-STARRS 1                    |
| 580442 - | 2015 BK446               | 3 aprile 2011     | Pan-STARRS 1                    |
| 580443 - | 2015 BF447               | 1 novembre 2013   | Mount Lemmon Survey             |
| 580444 - | 2015 BG447               | 23 gennaio 2006   | Spacewatch                      |
| 580445 - | 2015 BD449               | 20 gennaio 2015   | Pan-STARRS 1                    |
| 580446 - | 2015 BK450               | 20 gennaio 2015   | Pan-STARRS 1                    |
| 580447 - | 2015 BL450               | 12 settembre 2007 | Mount Lemmon Survey             |
| 580448 - | 2015 BT450               | 11 febbraio 2004  | Spacewatch                      |
| 580449 - | 2015 BN451               | 26 agosto 2012    | Pan-STARRS 1                    |
| 580450 - | 2015 BD456               | 12 maggio 2007    | Mount Lemmon Survey             |
| 580451 - | 2015 BG456               | 26 aprile 2008    | Spacewatch                      |
| 580452 - | 2015 BR458               | 27 settembre 2009 | Mount Lemmon Survey             |
| 580453 - | 2015 BE459               | 29 dicembre 2005  | Spacewatch                      |
| 580454 - | 2015 BG459               | 31 ottobre 2005   | Mauna Kea                       |
| 580455 - | 2015 BV461               | 17 agosto 2009    | CSS                             |
| 580456 - | 2015 BY461               | 23 gennaio 2006   | Spacewatch                      |
| 580457 - | 2015 BS464               | 1 dicembre 2014   | Pan-STARRS 1                    |
| 580458 - | 2015 BJ465               | 16 dicembre 2011  | PMO NEO Survey Program          |
| 580459 - | 2015 BG467               | 19 giugno 2012    | ESA OGS                         |
| 580460 - | 2015 BA468               | 16 novembre 2009  | Mount Lemmon Survey             |
| 580461 - | 2015 BH470               | 5 ottobre 2013    | Pan-STARRS 1                    |
| 580462 - | 2015 BX474               | 25 dicembre 2005  | Mount Lemmon Survey             |
| 580463 - | 2015 BL475               | 20 gennaio 2015   | Pan-STARRS 1                    |
| 580464 - | 2015 BW475               | 4 settembre 2008  | Spacewatch                      |
| 580465 - | 2015 BW482               | 1 ottobre 2013    | Spacewatch                      |
| 580466 - | 2015 BH484               | 20 gennaio 2015   | Pan-STARRS 1                    |
| 580467 - | 2015 BP484               | 27 febbraio 2012  | Pan-STARRS 1                    |
| 580468 - | 2015 BY485               | 7 marzo 2008      | Mount Lemmon Survey             |
| 580469 - | 2015 BZ489               | 23 gennaio 2006   | Mount Lemmon Survey             |
| 580470 - | 2015 BO491               | 29 gennaio 2011   | Spacewatch                      |
| 580471 - | 2015 BX491               | 4 ottobre 2006    | Mount Lemmon Survey             |
| 580472 - | 2015 BA493               | 14 marzo 2007     | Mount Lemmon Survey             |
| 580473 - | 2015 BE494               | 26 marzo 2011     | Spacewatch                      |
| 580474 - | 2015 BJ495               | 20 gennaio 2015   | Pan-STARRS 1                    |
| 580475 - | 2015 BX495               | 9 novembre 2013   | Spacewatch                      |
| 580476 - | 2015 BD496               | 31 gennaio 2006   | Spacewatch                      |
| 580477 - | 2015 BR500               | 20 gennaio 2015   | Pan-STARRS 1                    |
| 580478 - | 2015 BU501               | 9 agosto 2004     | LONEOS                          |
| 580479 - | 2015 BV501               | 6 luglio 2003     | Spacewatch                      |
| 580480 - | 2015 BS502               | 7 gennaio 2006    | Spacewatch                      |
| 580481 - | 2015 BU502               | 1 novembre 2013   | Mount Lemmon Survey             |
| 580482 - | 2015 BJ504               | 2 settembre 2008  | Spacewatch                      |
| 580483 - | 2015 BQ504               | 6 agosto 2004     | NEAT                            |
| 580484 - | 2015 BQ506               | 20 febbraio 2006  | Mount Lemmon Survey             |
| 580485 - | 2015 BB507               | 3 ottobre 2013    | Pan-STARRS 1                    |
| 580486 - | 2015 BH507               | 30 settembre 2003 | Spacewatch                      |
| 580487 - | 2015 BX510               | 1 settembre 2011  | Pan-STARRS 1                    |
| 580488 - | 2015 BB512               | 23 gennaio 2015   | Pan-STARRS 1                    |
| 580489 - | 2015 BX519               | 10 febbraio 2007  | Mount Lemmon Survey             |
| 580490 - | 2015 BZ519               | 3 gennaio 2012    | Mount Lemmon Survey             |
| 580491 - | 2015 BB520               | 14 dicembre 2006  | Spacewatch                      |
| 580492 - | 2015 BC520               | 19 gennaio 2015   | Pan-STARRS 1                    |
| 580493 - | 2015 BK520               | 8 settembre 2005  | Siding Spring Survey            |
| 580494 - | 2015 BC521               | 28 gennaio 2015   | Pan-STARRS 1                    |
| 580495 - | 2015 BE521               | 8 settembre 2000  | Spacewatch                      |
| 580496 - | 2015 BH527               | 2 agosto 2013     | Pan-STARRS 1                    |
| 580497 - | 2015 BO528               | 23 gennaio 2015   | CSS                             |
| 580498 - | 2015 BV528               | 9 gennaio 2006    | Spacewatch                      |
| 580499 - | 2015 BQ533               | 29 gennaio 2015   | Pan-STARRS 1                    |
| 580500 - | 2015 BD534               | 20 agosto 2003    | NEAT                            |

## 580501-580600
| Nome     | Designazione provvisoria | Data di scoperta  | Scopritore           |
| -------- | ------------------------ | ----------------- | -------------------- |
| 580501 - | 2015 BE534               | 26 gennaio 2015   | Pan-STARRS 1         |
| 580502 - | 2015 BO534               | 28 settembre 2008 | Mount Lemmon Survey  |
| 580503 - | 2015 BV534               | 11 marzo 2005     | Mount Lemmon Survey  |
| 580504 - | 2015 BH536               | 11 aprile 2010    | Mount Lemmon Survey  |
| 580505 - | 2015 BO536               | 27 gennaio 2006   | Mount Lemmon Survey  |
| 580506 - | 2015 BV536               | 5 aprile 2011     | Mount Lemmon Survey  |
| 580507 - | 2015 BA539               | 25 ottobre 2013   | Mount Lemmon Survey  |
| 580508 - | 2015 BU542               | 28 gennaio 2015   | Pan-STARRS 1         |
| 580509 - | 2015 BE543               | 6 settembre 2008  | Mount Lemmon Survey  |
| 580510 - | 2015 BG545               | 20 gennaio 2015   | Pan-STARRS 1         |
| 580511 - | 2015 BP545               | 10 ottobre 2012   | Mount Lemmon Survey  |
| 580512 - | 2015 BS545               | 23 gennaio 2015   | Pan-STARRS 1         |
| 580513 - | 2015 BX545               | 30 gennaio 2011   | Spacewatch           |
| 580514 - | 2015 BC546               | 24 agosto 2011    | Pan-STARRS 1         |
| 580515 - | 2015 BD546               | 31 gennaio 2009   | Mount Lemmon Survey  |
| 580516 - | 2015 BG546               | 17 gennaio 2015   | Pan-STARRS 1         |
| 580517 - | 2015 BJ546               | 16 novembre 2009  | Mount Lemmon Survey  |
| 580518 - | 2015 BA549               | 25 novembre 2005  | Mount Lemmon Survey  |
| 580519 - | 2015 BS549               | 22 dicembre 2005  | Spacewatch           |
| 580520 - | 2015 BM550               | 17 gennaio 2015   | Mount Lemmon Survey  |
| 580521 - | 2015 BE551               | 5 ottobre 2013    | Pan-STARRS 1         |
| 580522 - | 2015 BF555               | 17 gennaio 2015   | Mount Lemmon Survey  |
| 580523 - | 2015 BE556               | 21 novembre 2014  | Pan-STARRS 1         |
| 580524 - | 2015 BR556               | 8 dicembre 2010   | Mount Lemmon Survey  |
| 580525 - | 2015 BV556               | 25 ottobre 2013   | Mount Lemmon Survey  |
| 580526 - | 2015 BO558               | 30 settembre 2003 | Spacewatch           |
| 580527 - | 2015 BA561               | 29 novembre 2014  | Pan-STARRS 1         |
| 580528 - | 2015 BV562               | 24 ottobre 2013   | Mount Lemmon Survey  |
| 580529 - | 2015 BR563               | 3 ottobre 2013    | Pan-STARRS 1         |
| 580530 - | 2015 BE564               | 5 maggio 2003     | Spacewatch           |
| 580531 - | 2015 BK566               | 20 gennaio 2015   | Pan-STARRS 1         |
| 580532 - | 2015 BZ566               | 2 aprile 2011     | Pan-STARRS 1         |
| 580533 - | 2015 BM568               | 21 gennaio 2015   | Pan-STARRS 1         |
| 580534 - | 2015 BQ568               | 19 gennaio 2015   | Pan-STARRS 1         |
| 580535 - | 2015 BF572               | 21 gennaio 2015   | Pan-STARRS 1         |
| 580536 - | 2015 BF577               | 17 gennaio 2015   | Pan-STARRS 1         |
| 580537 - | 2015 BL578               | 23 gennaio 2015   | Pan-STARRS 1         |
| 580538 - | 2015 BG582               | 20 gennaio 2015   | Mount Lemmon Survey  |
| 580539 - | 2015 BC583               | 19 gennaio 2015   | Mount Lemmon Survey  |
| 580540 - | 2015 BL592               | 23 gennaio 2015   | Pan-STARRS 1         |
| 580541 - | 2015 BT594               | 20 gennaio 2015   | Pan-STARRS 1         |
| 580542 - | 2015 BZ594               | 17 gennaio 2015   | Mount Lemmon Survey  |
| 580543 - | 2015 BS595               | 22 gennaio 2015   | Pan-STARRS 1         |
| 580544 - | 2015 BG596               | 17 gennaio 2015   | Pan-STARRS 1         |
| 580545 - | 2015 BW596               | 22 gennaio 2015   | Pan-STARRS 1         |
| 580546 - | 2015 BT597               | 16 gennaio 2015   | Pan-STARRS 1         |
| 580547 - | 2015 BO598               | 22 gennaio 2015   | Pan-STARRS 1         |
| 580548 - | 2015 BA599               | 14 ottobre 2012   | ESA OGS              |
| 580549 - | 2015 BL602               | 19 gennaio 2015   | Mount Lemmon Survey  |
| 580550 - | 2015 BM602               | 19 gennaio 2015   | Pan-STARRS 1         |
| 580551 - | 2015 BY604               | 22 gennaio 2015   | Pan-STARRS 1         |
| 580552 - | 2015 BW606               | 20 gennaio 2015   | Pan-STARRS 1         |
| 580553 - | 2015 BX615               | 17 gennaio 2015   | Pan-STARRS 1         |
| 580554 - | 2015 BY615               | 23 gennaio 2015   | Pan-STARRS 1         |
| 580555 - | 2015 BG617               | 29 gennaio 2015   | Pan-STARRS 1         |
| 580556 - | 2015 BK617               | 23 gennaio 2015   | Pan-STARRS 1         |
| 580557 - | 2015 CJ2                 | 16 dicembre 2014  | Pan-STARRS 1         |
| 580558 - | 2015 CR2                 | 14 dicembre 2007  | Mount Lemmon Survey  |
| 580559 - | 2015 CL5                 | 30 marzo 2008     | Spacewatch           |
| 580560 - | 2015 CN6                 | 13 febbraio 2010  | CSS                  |
| 580561 - | 2015 CS6                 | 24 agosto 2003    | Cerro Tololo         |
| 580562 - | 2015 CJ8                 | 26 marzo 2007     | Mount Lemmon Survey  |
| 580563 - | 2015 CN8                 | 14 settembre 2013 | Spacewatch           |
| 580564 - | 2015 CC9                 | 9 settembre 2008  | Mount Lemmon Survey  |
| 580565 - | 2015 CD11                | 20 gennaio 2015   | Pan-STARRS 1         |
| 580566 - | 2015 CT12                | 20 gennaio 2015   | Pan-STARRS 1         |
| 580567 - | 2015 CD13                | 23 agosto 2003    | NEAT                 |
| 580568 - | 2015 CL14                | 26 marzo 2011     | Siding Spring Survey |
| 580569 - | 2015 CY14                | 27 dicembre 2006  | Mount Lemmon Survey  |
| 580570 - | 2015 CF16                | 28 novembre 2014  | Pan-STARRS 1         |
| 580571 - | 2015 CM17                | 5 febbraio 2011   | CSS                  |
| 580572 - | 2015 CJ20                | 26 dicembre 2014  | Pan-STARRS 1         |
| 580573 - | 2015 CM21                | 9 gennaio 2006    | Spacewatch           |
| 580574 - | 2015 CE25                | 31 gennaio 2015   | Pan-STARRS 1         |
| 580575 - | 2015 CK25                | 2 dicembre 2005   | CSS                  |
| 580576 - | 2015 CM25                | 21 gennaio 2015   | Pan-STARRS 1         |
| 580577 - | 2015 CA27                | 22 gennaio 2006   | Mount Lemmon Survey  |
| 580578 - | 2015 CJ27                | 20 gennaio 2015   | Pan-STARRS 1         |
| 580579 - | 2015 CL27                | 7 novembre 2005   | Mauna Kea            |
| 580580 - | 2015 CQ29                | 5 aprile 2011     | Mount Lemmon Survey  |
| 580581 - | 2015 CZ29                | 2 ottobre 2013    | Pan-STARRS 1         |
| 580582 - | 2015 CZ30                | 17 gennaio 2015   | Mount Lemmon Survey  |
| 580583 - | 2015 CK33                | 22 luglio 2004    | Mauna Kea            |
| 580584 - | 2015 CT33                | 27 agosto 2005    | NEAT                 |
| 580585 - | 2015 CW33                | 24 ottobre 2005   | NEAT                 |
| 580586 - | 2015 CY33                | 3 giugno 2008     | Mount Lemmon Survey  |
| 580587 - | 2015 CP34                | 21 novembre 2014  | Pan-STARRS 1         |
| 580588 - | 2015 CT34                | 23 novembre 2014  | Pan-STARRS 1         |
| 580589 - | 2015 CU35                | 24 gennaio 2011   | Mount Lemmon Survey  |
| 580590 - | 2015 CW35                | 24 gennaio 2015   | Pan-STARRS 1         |
| 580591 - | 2015 CU36                | 27 gennaio 2015   | Pan-STARRS 1         |
| 580592 - | 2015 CU38                | 25 febbraio 2011  | Spacewatch           |
| 580593 - | 2015 CT39                | 20 ottobre 2003   | Spacewatch           |
| 580594 - | 2015 CD40                | 3 novembre 2004   | Spacewatch           |
| 580595 - | 2015 CE40                | 27 gennaio 2006   | CSS                  |
| 580596 - | 2015 CZ40                | 28 febbraio 2012  | Pan-STARRS 1         |
| 580597 - | 2015 CT41                | 5 febbraio 2011   | CSS                  |
| 580598 - | 2015 CW41                | 30 gennaio 2008   | Mount Lemmon Survey  |
| 580599 - | 2015 CK42                | 30 aprile 2011    | Mount Lemmon Survey  |
| 580600 - | 2015 CP42                | 5 marzo 2006      | Spacewatch           |

## 580601-580700
| Nome                   | Designazione provvisoria | Data di scoperta  | Scopritore                        |
| ---------------------- | ------------------------ | ----------------- | --------------------------------- |
| 580601 -               | 2015 CW43                | 2 settembre 2013  | Mount Lemmon Survey               |
| 580602 -               | 2015 CZ44                | 8 giugno 2011     | Mount Lemmon Survey               |
| 580603 -               | 2015 CO47                | 23 settembre 2008 | Mount Lemmon Survey               |
| 580604 -               | 2015 CD49                | 11 febbraio 2002  | Spacewatch                        |
| 580605 -               | 2015 CQ49                | 17 febbraio 2004  | Spacewatch                        |
| 580606 -               | 2015 CR49                | 15 febbraio 2015  | Pan-STARRS 1                      |
| 580607 -               | 2015 CE52                | 26 agosto 2012    | Holmes, R.                        |
| 580608 -               | 2015 CK54                | 15 febbraio 2015  | Pan-STARRS 1                      |
| 580609 -               | 2015 CN54                | 22 dicembre 2008  | Spacewatch                        |
| 580610 -               | 2015 CQ54                | 19 gennaio 2015   | Pan-STARRS 1                      |
| 580611 -               | 2015 CY54                | 1 ottobre 2002    | LONEOS                            |
| 580612 -               | 2015 CL55                | 1 novembre 2008   | Mount Lemmon Survey               |
| 580613 -               | 2015 CE56                | 11 febbraio 2004  | NEAT                              |
| 580614 -               | 2015 CH57                | 21 settembre 2003 | Spacewatch                        |
| 580615 -               | 2015 CK58                | 3 marzo 2009      | CSS                               |
| 580616 -               | 2015 CC59                | 14 febbraio 2002  | Spacewatch                        |
| 580617 -               | 2015 CE59                | 26 settembre 2013 | Mount Lemmon Survey               |
| 580618 -               | 2015 CS59                | 3 ottobre 2013    | Pan-STARRS 1                      |
| 580619 Harangiszabolcs | 2015 CF61                | 1 ottobre 2011    | Sarneczky, K.                     |
| 580620 -               | 2015 CO61                | 14 marzo 2010     | Spacewatch                        |
| 580621 -               | 2015 CZ61                | 13 ottobre 1999   | SDSS Collaboration                |
| 580622 -               | 2015 CO62                | 13 febbraio 2015  | Mount Lemmon Survey               |
| 580623 -               | 2015 CY62                | 15 febbraio 2015  | Pan-STARRS 1                      |
| 580624 -               | 2015 CD63                | 11 marzo 2005     | Spacewatch                        |
| 580625 -               | 2015 CE63                | 22 aprile 2002    | Spacewatch                        |
| 580626 -               | 2015 CS65                | 30 luglio 2008    | Mount Lemmon Survey               |
| 580627 -               | 2015 CL66                | 8 dicembre 2010   | Mount Lemmon Survey               |
| 580628 -               | 2015 CH67                | 21 agosto 2012    | Pan-STARRS 1                      |
| 580629 -               | 2015 CL68                | 2 aprile 2011     | Mount Lemmon Survey               |
| 580630 -               | 2015 CE69                | 17 gennaio 2015   | Pan-STARRS 1                      |
| 580631 -               | 2015 CN70                | 9 novembre 2013   | Pan-STARRS 1                      |
| 580632 -               | 2015 CQ70                | 3 novembre 2004   | NEAT                              |
| 580633 -               | 2015 CS72                | 14 febbraio 2015  | Mount Lemmon Survey               |
| 580634 -               | 2015 CT72                | 14 febbraio 2015  | Mount Lemmon Survey               |
| 580635 -               | 2015 CG73                | 13 febbraio 2015  | Mount Lemmon Survey               |
| 580636 -               | 2015 CY73                | 10 novembre 2013  | Mount Lemmon Survey               |
| 580637 -               | 2015 DV                  | 15 novembre 2011  | Pan-STARRS 1                      |
| 580638 -               | 2015 DA1                 | 20 settembre 2011 | Pan-STARRS 1                      |
| 580639 -               | 2015 DJ2                 | 16 aprile 2007    | Mount Lemmon Survey               |
| 580640 -               | 2015 DX2                 | 5 settembre 2008  | Spacewatch                        |
| 580641 -               | 2015 DJ3                 | 4 gennaio 2011    | Mount Lemmon Survey               |
| 580642 -               | 2015 DU3                 | 26 marzo 2007     | Mount Lemmon Survey               |
| 580643 -               | 2015 DK4                 | 25 novembre 2005  | Spacewatch                        |
| 580644 -               | 2015 DA5                 | 28 novembre 2006  | Spacewatch                        |
| 580645 -               | 2015 DQ5                 | 17 ottobre 2010   | Mount Lemmon Survey               |
| 580646 -               | 2015 DT5                 | 3 ottobre 2013    | Pan-STARRS 1                      |
| 580647 -               | 2015 DD7                 | 14 gennaio 2011   | Spacewatch                        |
| 580648 -               | 2015 DH7                 | 1 aprile 2005     | Spacewatch                        |
| 580649 -               | 2015 DS7                 | 16 gennaio 2015   | Pan-STARRS 1                      |
| 580650 -               | 2015 DV7                 | 28 febbraio 2012  | Pan-STARRS 1                      |
| 580651 -               | 2015 DC8                 | 22 gennaio 2006   | Mount Lemmon Survey               |
| 580652 -               | 2015 DX13                | 11 marzo 2007     | Mount Lemmon Survey               |
| 580653 -               | 2015 DW14                | 4 ottobre 2006    | Mount Lemmon Survey               |
| 580654 -               | 2015 DE15                | 4 marzo 2011      | Mount Lemmon Survey               |
| 580655 -               | 2015 DU15                | 21 aprile 2012    | Mount Lemmon Survey               |
| 580656 -               | 2015 DG16                | 4 febbraio 2005   | Spacewatch                        |
| 580657 -               | 2015 DO17                | 4 settembre 2008  | Spacewatch                        |
| 580658 -               | 2015 DA19                | 10 ottobre 2004   | Wasserman, L. H., Lovering, J. R. |
| 580659 -               | 2015 DX19                | 24 ottobre 2013   | Mount Lemmon Survey               |
| 580660 -               | 2015 DL20                | 29 gennaio 2015   | Pan-STARRS 1                      |
| 580661 -               | 2015 DS20                | 2 aprile 2011     | Mount Lemmon Survey               |
| 580662 -               | 2015 DO22                | 27 gennaio 2015   | Pan-STARRS 1                      |
| 580663 -               | 2015 DQ22                | 28 maggio 2012    | Mount Lemmon Survey               |
| 580664 -               | 2015 DY23                | 21 gennaio 2015   | Pan-STARRS 1                      |
| 580665 -               | 2015 DJ24                | 12 ottobre 2009   | Mount Lemmon Survey               |
| 580666 -               | 2015 DK24                | 15 agosto 2009    | Spacewatch                        |
| 580667 -               | 2015 DC25                | 10 febbraio 2015  | Mount Lemmon Survey               |
| 580668 -               | 2015 DD26                | 5 marzo 2006      | Mount Lemmon Survey               |
| 580669 -               | 2015 DJ26                | 9 novembre 2013   | Pan-STARRS 1                      |
| 580670 -               | 2015 DL26                | 16 febbraio 2015  | Pan-STARRS 1                      |
| 580671 -               | 2015 DY26                | 20 ottobre 2008   | Mount Lemmon Survey               |
| 580672 -               | 2015 DD28                | 16 febbraio 2015  | Pan-STARRS 1                      |
| 580673 -               | 2015 DC29                | 16 febbraio 2015  | Pan-STARRS 1                      |
| 580674 -               | 2015 DH29                | 27 gennaio 2015   | Pan-STARRS 1                      |
| 580675 -               | 2015 DM29                | 1 novembre 2013   | Mount Lemmon Survey               |
| 580676 -               | 2015 DU29                | 16 febbraio 2015  | Pan-STARRS 1                      |
| 580677 -               | 2015 DE31                | 8 ottobre 2013    | Spacewatch                        |
| 580678 -               | 2015 DP31                | 30 aprile 2008    | Spacewatch                        |
| 580679 -               | 2015 DW31                | 2 ottobre 2008    | Mount Lemmon Survey               |
| 580680 -               | 2015 DW32                | 8 ottobre 2008    | Spacewatch                        |
| 580681 -               | 2015 DF33                | 3 dicembre 2008   | Mount Lemmon Survey               |
| 580682 -               | 2015 DJ33                | 16 febbraio 2015  | Pan-STARRS 1                      |
| 580683 -               | 2015 DR33                | 21 gennaio 2015   | Pan-STARRS 1                      |
| 580684 -               | 2015 DA34                | 21 gennaio 2015   | Pan-STARRS 1                      |
| 580685 -               | 2015 DD35                | 13 settembre 2013 | CSS                               |
| 580686 -               | 2015 DJ35                | 26 agosto 2012    | Spacewatch                        |
| 580687 -               | 2015 DP35                | 20 ottobre 2006   | Wasserman, L. H.                  |
| 580688 -               | 2015 DT35                | 18 settembre 2003 | Spacewatch                        |
| 580689 -               | 2015 DV35                | 25 agosto 2003    | Cerro Tololo                      |
| 580690 -               | 2015 DR36                | 16 febbraio 2015  | Pan-STARRS 1                      |
| 580691 -               | 2015 DE37                | 31 ottobre 2008   | CSS                               |
| 580692 -               | 2015 DL37                | 21 gennaio 2015   | Pan-STARRS 1                      |
| 580693 -               | 2015 DS38                | 26 settembre 2008 | Spacewatch                        |
| 580694 -               | 2015 DC40                | 1 maggio 2011     | Kocher, P.                        |
| 580695 -               | 2015 DT42                | 7 gennaio 2010    | Spacewatch                        |
| 580696 -               | 2015 DR43                | 4 marzo 2006      | Spacewatch                        |
| 580697 -               | 2015 DU43                | 15 giugno 2009    | Mount Lemmon Survey               |
| 580698 -               | 2015 DW43                | 9 novembre 2013   | Pan-STARRS 1                      |
| 580699 -               | 2015 DD44                | 29 gennaio 2009   | Spacewatch                        |
| 580700 -               | 2015 DT44                | 20 aprile 2012    | Mount Lemmon Survey               |

## 580701-580800
| Nome     | Designazione provvisoria | Data di scoperta  | Scopritore                 |
| -------- | ------------------------ | ----------------- | -------------------------- |
| 580701 - | 2015 DP45                | 29 gennaio 2015   | Pan-STARRS 1               |
| 580702 - | 2015 DT46                | 27 ottobre 2005   | Mount Lemmon Survey        |
| 580703 - | 2015 DL47                | 27 novembre 2013  | Pan-STARRS 1               |
| 580704 - | 2015 DU48                | 27 gennaio 2015   | Pan-STARRS 1               |
| 580705 - | 2015 DW48                | 24 novembre 2009  | Spacewatch                 |
| 580706 - | 2015 DK49                | 12 gennaio 2010   | Mount Lemmon Survey        |
| 580707 - | 2015 DK50                | 29 gennaio 2015   | Pan-STARRS 1               |
| 580708 - | 2015 DX51                | 17 novembre 2009  | Mount Lemmon Survey        |
| 580709 - | 2015 DC52                | 14 ottobre 2013   | Spacewatch                 |
| 580710 - | 2015 DQ52                | 16 febbraio 2015  | Pan-STARRS 1               |
| 580711 - | 2015 DU53                | 21 gennaio 2015   | Pan-STARRS 1               |
| 580712 - | 2015 DS54                | 26 dicembre 2014  | Pan-STARRS 1               |
| 580713 - | 2015 DF56                | 24 agosto 2000    | LINEAR                     |
| 580714 - | 2015 DZ56                | 11 gennaio 2010   | Spacewatch                 |
| 580715 - | 2015 DW58                | 25 ottobre 2008   | Spacewatch                 |
| 580716 - | 2015 DZ61                | 14 agosto 2012    | Pan-STARRS 1               |
| 580717 - | 2015 DK62                | 22 gennaio 2015   | Pan-STARRS 1               |
| 580718 - | 2015 DS63                | 2 marzo 2011      | Mount Lemmon Survey        |
| 580719 - | 2015 DY63                | 3 marzo 2006      | Kurosaki, H., Nakajima, A. |
| 580720 - | 2015 DL66                | 20 ottobre 2008   | Spacewatch                 |
| 580721 - | 2015 DP67                | 21 maggio 2011    | Mount Lemmon Survey        |
| 580722 - | 2015 DL68                | 6 maggio 2011     | Mount Lemmon Survey        |
| 580723 - | 2015 DA70                | 22 gennaio 2015   | Pan-STARRS 1               |
| 580724 - | 2015 DK71                | 16 febbraio 2015  | Pan-STARRS 1               |
| 580725 - | 2015 DB72                | 16 febbraio 2015  | Pan-STARRS 1               |
| 580726 - | 2015 DM72                | 25 febbraio 2006  | Mount Lemmon Survey        |
| 580727 - | 2015 DX72                | 30 gennaio 2006   | Spacewatch                 |
| 580728 - | 2015 DD73                | 26 agosto 2012    | Pan-STARRS 1               |
| 580729 - | 2015 DE73                | 6 settembre 2008  | CSS                        |
| 580730 - | 2015 DQ73                | 30 gennaio 2006   | Spacewatch                 |
| 580731 - | 2015 DW73                | 8 marzo 2005      | Mount Lemmon Survey        |
| 580732 - | 2015 DT74                | 9 gennaio 2007    | Mount Lemmon Survey        |
| 580733 - | 2015 DR75                | 16 gennaio 2005   | Mauna Kea                  |
| 580734 - | 2015 DQ76                | 14 novembre 2006  | Spacewatch                 |
| 580735 - | 2015 DU78                | 25 dicembre 2005  | Spacewatch                 |
| 580736 - | 2015 DS79                | 5 ottobre 2004    | Spacewatch                 |
| 580737 - | 2015 DF81                | 14 aprile 2011    | Mount Lemmon Survey        |
| 580738 - | 2015 DJ82                | 17 marzo 2005     | Mount Lemmon Survey        |
| 580739 - | 2015 DH83                | 12 settembre 2007 | Spacewatch                 |
| 580740 - | 2015 DW83                | 10 febbraio 2015  | Mount Lemmon Survey        |
| 580741 - | 2015 DB84                | 30 gennaio 2006   | Spacewatch                 |
| 580742 - | 2015 DJ85                | 22 gennaio 2006   | Mount Lemmon Survey        |
| 580743 - | 2015 DQ87                | 20 settembre 2008 | Spacewatch                 |
| 580744 - | 2015 DL88                | 22 gennaio 2015   | Pan-STARRS 1               |
| 580745 - | 2015 DP88                | 28 dicembre 2005  | Spacewatch                 |
| 580746 - | 2015 DL89                | 25 settembre 2013 | Mount Lemmon Survey        |
| 580747 - | 2015 DP91                | 29 agosto 2000    | LINEAR                     |
| 580748 - | 2015 DQ93                | 21 ottobre 2003   | Spacewatch                 |
| 580749 - | 2015 DZ93                | 3 settembre 2008  | Spacewatch                 |
| 580750 - | 2015 DE95                | 24 agosto 2007    | Spacewatch                 |
| 580751 - | 2015 DS96                | 13 settembre 2012 | Mount Lemmon Survey        |
| 580752 - | 2015 DE97                | 23 settembre 2008 | Mount Lemmon Survey        |
| 580753 - | 2015 DB98                | 2 ottobre 2008    | Mount Lemmon Survey        |
| 580754 - | 2015 DG98                | 18 marzo 2010     | Mount Lemmon Survey        |
| 580755 - | 2015 DK99                | 31 gennaio 2006   | Spacewatch                 |
| 580756 - | 2015 DE100               | 26 settembre 2009 | Spacewatch                 |
| 580757 - | 2015 DU100               | 24 marzo 2011     | CSS                        |
| 580758 - | 2015 DA102               | 13 marzo 2011     | Spacewatch                 |
| 580759 - | 2015 DG102               | 26 marzo 2011     | Spacewatch                 |
| 580760 - | 2015 DB104               | 17 febbraio 2015  | Pan-STARRS 1               |
| 580761 - | 2015 DE105               | 9 marzo 2011      | Mount Lemmon Survey        |
| 580762 - | 2015 DX106               | 29 marzo 2011     | Spacewatch                 |
| 580763 - | 2015 DK107               | 5 settembre 2013  | Spacewatch                 |
| 580764 - | 2015 DN107               | 27 maggio 2012    | Mount Lemmon Survey        |
| 580765 - | 2015 DG108               | 14 febbraio 2015  | CSS                        |
| 580766 - | 2015 DH108               | 27 gennaio 2006   | Mount Lemmon Survey        |
| 580767 - | 2015 DG113               | 21 maggio 2012    | Mount Lemmon Survey        |
| 580768 - | 2015 DJ113               | 21 gennaio 2015   | Mount Lemmon Survey        |
| 580769 - | 2015 DY113               | 23 gennaio 2015   | Pan-STARRS 1               |
| 580770 - | 2015 DB114               | 23 gennaio 2015   | Pan-STARRS 1               |
| 580771 - | 2015 DP114               | 25 gennaio 2015   | Pan-STARRS 1               |
| 580772 - | 2015 DT116               | 21 maggio 2012    | Mount Lemmon Survey        |
| 580773 - | 2015 DD118               | 29 dicembre 2014  | Pan-STARRS 1               |
| 580774 - | 2015 DH119               | 10 dicembre 2004  | Spacewatch                 |
| 580775 - | 2015 DE120               | 8 gennaio 2010    | Spacewatch                 |
| 580776 - | 2015 DB121               | 29 ottobre 2000   | Spacewatch                 |
| 580777 - | 2015 DL121               | 29 dicembre 2014  | Pan-STARRS 1               |
| 580778 - | 2015 DQ121               | 26 agosto 2012    | CSS                        |
| 580779 - | 2015 DY121               | 8 ottobre 2012    | Pan-STARRS 1               |
| 580780 - | 2015 DP122               | 9 marzo 2005      | CSS                        |
| 580781 - | 2015 DE123               | 28 aprile 2011    | Spacewatch                 |
| 580782 - | 2015 DV123               | 18 novembre 2009  | Mount Lemmon Survey        |
| 580783 - | 2015 DX123               | 14 settembre 2013 | Pan-STARRS 1               |
| 580784 - | 2015 DT125               | 4 novembre 2013   | Pan-STARRS 1               |
| 580785 - | 2015 DU127               | 28 aprile 2011    | Spacewatch                 |
| 580786 - | 2015 DT129               | 29 dicembre 2014  | Pan-STARRS 1               |
| 580787 - | 2015 DF130               | 29 dicembre 2014  | Pan-STARRS 1               |
| 580788 - | 2015 DS130               | 26 dicembre 2009  | Spacewatch                 |
| 580789 - | 2015 DA132               | 9 novembre 2013   | Pan-STARRS 1               |
| 580790 - | 2015 DN132               | 17 febbraio 2015  | Pan-STARRS 1               |
| 580791 - | 2015 DP132               | 17 febbraio 2015  | Pan-STARRS 1               |
| 580792 - | 2015 DO137               | 17 febbraio 2015  | Pan-STARRS 1               |
| 580793 - | 2015 DG141               | 25 ottobre 2005   | Spacewatch                 |
| 580794 - | 2015 DD143               | 17 gennaio 2015   | Mount Lemmon Survey        |
| 580795 - | 2015 DK143               | 24 gennaio 2003   | Boattini, A., Hainaut, O.  |
| 580796 - | 2015 DF145               | 30 novembre 2005  | Mount Lemmon Survey        |
| 580797 - | 2015 DK145               | 1 ottobre 2005    | LONEOS                     |
| 580798 - | 2015 DD147               | 10 ottobre 2008   | Mount Lemmon Survey        |
| 580799 - | 2015 DF148               | 21 novembre 2009  | Spacewatch                 |
| 580800 - | 2015 DB149               | 5 dicembre 2005   | Spacewatch                 |

## 580801-580900
| Nome     | Designazione provvisoria | Data di scoperta  | Scopritore             |
| -------- | ------------------------ | ----------------- | ---------------------- |
| 580801 - | 2015 DM151               | 18 febbraio 2015  | Mount Lemmon Survey    |
| 580802 - | 2015 DN152               | 29 dicembre 2013  | Pan-STARRS 1           |
| 580803 - | 2015 DW153               | 16 ottobre 2003   | Spacewatch             |
| 580804 - | 2015 DV154               | 28 settembre 2013 | Mount Lemmon Survey    |
| 580805 - | 2015 DG155               | 26 novembre 2014  | Pan-STARRS 1           |
| 580806 - | 2015 DQ155               | 15 dicembre 2006  | Mount Lemmon Survey    |
| 580807 - | 2015 DT155               | 28 novembre 2006  | Mount Lemmon Survey    |
| 580808 - | 2015 DE156               | 9 aprile 2008     | Spacewatch             |
| 580809 - | 2015 DX156               | 23 marzo 2003     | SDSS Collaboration     |
| 580810 - | 2015 DM157               | 11 marzo 2011     | Mount Lemmon Survey    |
| 580811 - | 2015 DG158               | 29 ottobre 2009   | Spacewatch             |
| 580812 - | 2015 DJ158               | 23 settembre 2008 | Spacewatch             |
| 580813 - | 2015 DL159               | 28 aprile 2011    | Pan-STARRS 1           |
| 580814 - | 2015 DU159               | 2 marzo 2011      | Spacewatch             |
| 580815 - | 2015 DJ160               | 29 novembre 2013  | Pan-STARRS 1           |
| 580816 - | 2015 DQ161               | 27 gennaio 2015   | Pan-STARRS 1           |
| 580817 - | 2015 DJ162               | 18 febbraio 2015  | Pan-STARRS 1           |
| 580818 - | 2015 DN163               | 28 novembre 2013  | Mount Lemmon Survey    |
| 580819 - | 2015 DR163               | 18 febbraio 2015  | Pan-STARRS 1           |
| 580820 - | 2015 DX164               | 21 gennaio 2015   | Pan-STARRS 1           |
| 580821 - | 2015 DZ164               | 29 settembre 2003 | Spacewatch             |
| 580822 - | 2015 DW166               | 23 maggio 2006    | Spacewatch             |
| 580823 - | 2015 DA167               | 14 ottobre 2007   | Mount Lemmon Survey    |
| 580824 - | 2015 DV167               | 8 ottobre 2012    | Pan-STARRS 1           |
| 580825 - | 2015 DD170               | 30 ottobre 2005   | Mount Lemmon Survey    |
| 580826 - | 2015 DO171               | 7 dicembre 2001   | Spacewatch             |
| 580827 - | 2015 DD173               | 11 marzo 2011     | Mount Lemmon Survey    |
| 580828 - | 2015 DK173               | 23 gennaio 2015   | Pan-STARRS 1           |
| 580829 - | 2015 DL174               | 16 gennaio 2015   | Pan-STARRS 1           |
| 580830 - | 2015 DR175               | 30 agosto 2005    | Bickel, W.             |
| 580831 - | 2015 DO177               | 20 febbraio 2015  | Pan-STARRS 1           |
| 580832 - | 2015 DW179               | 25 dicembre 2009  | Spacewatch             |
| 580833 - | 2015 DH180               | 6 settembre 2008  | Mount Lemmon Survey    |
| 580834 - | 2015 DM181               | 5 ottobre 2004    | Spacewatch             |
| 580835 - | 2015 DR182               | 12 gennaio 2010   | Spacewatch             |
| 580836 - | 2015 DD184               | 20 febbraio 2015  | Pan-STARRS 1           |
| 580837 - | 2015 DA186               | 11 ottobre 2012   | Mount Lemmon Survey    |
| 580838 - | 2015 DK187               | 25 ottobre 2013   | Mount Lemmon Survey    |
| 580839 - | 2015 DG188               | 1 novembre 2013   | Spacewatch             |
| 580840 - | 2015 DN188               | 27 gennaio 2015   | Pan-STARRS 1           |
| 580841 - | 2015 DK190               | 26 maggio 2011    | Spacewatch             |
| 580842 - | 2015 DQ193               | 12 agosto 2013    | Pan-STARRS 1           |
| 580843 - | 2015 DS193               | 20 luglio 2004    | Siding Spring Survey   |
| 580844 - | 2015 DS196               | 16 gennaio 2015   | Pan-STARRS 1           |
| 580845 - | 2015 DG199               | 18 giugno 2013    | Mount Lemmon Survey    |
| 580846 - | 2015 DU199               | 9 ottobre 2008    | Mount Lemmon Survey    |
| 580847 - | 2015 DM200               | 9 novembre 2013   | Mount Lemmon Survey    |
| 580848 - | 2015 DY200               | 23 agosto 2003    | Cerro Tololo           |
| 580849 - | 2015 DS201               | 22 aprile 2011    | Spacewatch             |
| 580850 - | 2015 DA202               | 4 dicembre 2008   | Spacewatch             |
| 580851 - | 2015 DG202               | 14 settembre 2007 | Mauna Kea              |
| 580852 - | 2015 DB203               | 26 novembre 2013  | Mount Lemmon Survey    |
| 580853 - | 2015 DN203               | 18 dicembre 2009  | Mount Lemmon Survey    |
| 580854 - | 2015 DK207               | 15 maggio 2005    | NEAT                   |
| 580855 - | 2015 DN209               | 30 gennaio 2015   | Pan-STARRS 1           |
| 580856 - | 2015 DO212               | 22 marzo 2009     | CSS                    |
| 580857 - | 2015 DB213               | 21 febbraio 2007  | Mount Lemmon Survey    |
| 580858 - | 2015 DD214               | 13 febbraio 2004  | NEAT                   |
| 580859 - | 2015 DF215               | 12 ottobre 2009   | Mount Lemmon Survey    |
| 580860 - | 2015 DT215               | 26 ottobre 2008   | Spacewatch             |
| 580861 - | 2015 DU215               | 24 febbraio 2015  | Pan-STARRS 1           |
| 580862 - | 2015 DZ217               | 31 dicembre 2008  | Spacewatch             |
| 580863 - | 2015 DH219               | 20 gennaio 2015   | Pan-STARRS 1           |
| 580864 - | 2015 DT219               | 6 dicembre 2013   | Pan-STARRS 1           |
| 580865 - | 2015 DW219               | 31 ottobre 2005   | Mauna Kea              |
| 580866 - | 2015 DG220               | 2 gennaio 2009    | Spacewatch             |
| 580867 - | 2015 DV220               | 10 settembre 2007 | Spacewatch             |
| 580868 - | 2015 DP222               | 16 marzo 2001     | Spacewatch             |
| 580869 - | 2015 DL225               | 18 febbraio 2015  | Pan-STARRS 1           |
| 580870 - | 2015 DO225               | 9 marzo 2002      | NEAT                   |
| 580871 - | 2015 DF228               | 14 agosto 2012    | Pan-STARRS 1           |
| 580872 - | 2015 DT228               | 2 aprile 2005     | Mount Lemmon Survey    |
| 580873 - | 2015 DE229               | 19 ottobre 2007   | Mount Lemmon Survey    |
| 580874 - | 2015 DP229               | 8 novembre 2013   | Spacewatch             |
| 580875 - | 2015 DV229               | 18 febbraio 2015  | Pan-STARRS 1           |
| 580876 - | 2015 DN230               | 24 agosto 2008    | Spacewatch             |
| 580877 - | 2015 DZ230               | 16 ottobre 2012   | Mount Lemmon Survey    |
| 580878 - | 2015 DA233               | 15 aprile 2010    | Mount Lemmon Survey    |
| 580879 - | 2015 DK233               | 29 marzo 2009     | Siding Spring Survey   |
| 580880 - | 2015 DQ234               | 26 agosto 2012    | Pan-STARRS 1           |
| 580881 - | 2015 DN236               | 27 gennaio 2004   | Spacewatch             |
| 580882 - | 2015 DT237               | 16 febbraio 2015  | Pan-STARRS 1           |
| 580883 - | 2015 DV239               | 1 dicembre 2008   | Spacewatch             |
| 580884 - | 2015 DF240               | 17 febbraio 2015  | Pan-STARRS 1           |
| 580885 - | 2015 DQ243               | 28 gennaio 2015   | Pan-STARRS 1           |
| 580886 - | 2015 DW243               | 29 giugno 2005    | Spacewatch             |
| 580887 - | 2015 DF250               | 18 febbraio 2015  | Spacewatch             |
| 580888 - | 2015 DH250               | 20 febbraio 2015  | Pan-STARRS 1           |
| 580889 - | 2015 DH251               | 27 febbraio 2015  | Pan-STARRS 1           |
| 580890 - | 2015 DN252               | 16 febbraio 2015  | Pan-STARRS 1           |
| 580891 - | 2015 DZ253               | 20 febbraio 2015  | Pan-STARRS 1           |
| 580892 - | 2015 DB257               | 27 febbraio 2015  | Mount Lemmon Survey    |
| 580893 - | 2015 DT261               | 24 febbraio 2015  | Pan-STARRS 1           |
| 580894 - | 2015 DR263               | 16 febbraio 2015  | Pan-STARRS 1           |
| 580895 - | 2015 DM265               | 26 febbraio 2015  | Mount Lemmon Survey    |
| 580896 - | 2015 DZ265               | 18 febbraio 2015  | PMO NEO Survey Program |
| 580897 - | 2015 DP266               | 20 febbraio 2015  | Pan-STARRS 1           |
| 580898 - | 2015 DE268               | 18 febbraio 2015  | Pan-STARRS 1           |
| 580899 - | 2015 DU268               | 20 febbraio 2015  | Mount Lemmon Survey    |
| 580900 - | 2015 DG273               | 18 febbraio 2015  | Pan-STARRS 1           |

## 580901-581000
| Nome     | Designazione provvisoria | Data di scoperta  | Scopritore              |
| -------- | ------------------------ | ----------------- | ----------------------- |
| 580901 - | 2015 DJ277               | 16 febbraio 2015  | Pan-STARRS 1            |
| 580902 - | 2015 DX279               | 27 febbraio 2015  | Mount Lemmon Survey     |
| 580903 - | 2015 DX285               | 23 febbraio 2015  | Pan-STARRS 1            |
| 580904 - | 2015 DS286               | 27 febbraio 2015  | Pan-STARRS 1            |
| 580905 - | 2015 EB                  | 3 marzo 2015      | Pan-STARRS 1            |
| 580906 - | 2015 EN2                 | 9 marzo 2002      | Spacewatch              |
| 580907 - | 2015 EO2                 | 10 marzo 2015     | Altmann, M., Prusti, T. |
| 580908 - | 2015 EG4                 | 16 febbraio 2015  | Pan-STARRS 1            |
| 580909 - | 2015 EK4                 | 21 gennaio 2015   | Pan-STARRS 1            |
| 580910 - | 2015 EO4                 | 1 maggio 2011     | Pan-STARRS 1            |
| 580911 - | 2015 ER4                 | 16 ottobre 2013   | Mount Lemmon Survey     |
| 580912 - | 2015 EZ5                 | 24 ottobre 2005   | Mauna Kea               |
| 580913 - | 2015 EE6                 | 20 ottobre 2008   | Mount Lemmon Survey     |
| 580914 - | 2015 EV6                 | 14 marzo 2015     | Pan-STARRS 1            |
| 580915 - | 2015 EJ8                 | 9 marzo 2008      | Spacewatch              |
| 580916 - | 2015 EU8                 | 6 giugno 2008     | Spacewatch              |
| 580917 - | 2015 EV11                | 5 dicembre 2005   | Mount Lemmon Survey     |
| 580918 - | 2015 EM12                | 4 novembre 2004   | Spacewatch              |
| 580919 - | 2015 EZ12                | 16 ottobre 2009   | Mount Lemmon Survey     |
| 580920 - | 2015 EF13                | 13 marzo 2011     | Mount Lemmon Survey     |
| 580921 - | 2015 EG15                | 29 marzo 2012     | Pan-STARRS 1            |
| 580922 - | 2015 ER15                | 23 gennaio 2015   | Pan-STARRS 1            |
| 580923 - | 2015 EV15                | 28 settembre 2009 | Mount Lemmon Survey     |
| 580924 - | 2015 EX17                | 24 ottobre 2013   | Mount Lemmon Survey     |
| 580925 - | 2015 ES18                | 23 giugno 2007    | Spacewatch              |
| 580926 - | 2015 EF20                | 2 febbraio 2006   | Spacewatch              |
| 580927 - | 2015 EO21                | 18 gennaio 2015   | Pan-STARRS 1            |
| 580928 - | 2015 EZ22                | 11 marzo 2015     | Spacewatch              |
| 580929 - | 2015 ET24                | 3 ottobre 2013    | Pan-STARRS 1            |
| 580930 - | 2015 ET25                | 1 febbraio 2006   | Spacewatch              |
| 580931 - | 2015 EX28                | 29 marzo 2001     | Spacewatch              |
| 580932 - | 2015 EK29                | 8 ottobre 2008    | Spacewatch              |
| 580933 - | 2015 EP30                | 19 gennaio 2015   | Mount Lemmon Survey     |
| 580934 - | 2015 EC31                | 17 febbraio 2015  | Pan-STARRS 1            |
| 580935 - | 2015 EE31                | 14 marzo 2015     | Pan-STARRS 1            |
| 580936 - | 2015 EH31                | 22 settembre 2008 | Spacewatch              |
| 580937 - | 2015 ES31                | 24 settembre 2012 | Mount Lemmon Survey     |
| 580938 - | 2015 EG32                | 29 gennaio 2015   | Pan-STARRS 1            |
| 580939 - | 2015 EJ32                | 26 agosto 2005    | NEAT                    |
| 580940 - | 2015 EM33                | 27 ottobre 2008   | Mount Lemmon Survey     |
| 580941 - | 2015 EL35                | 18 marzo 2010     | Spacewatch              |
| 580942 - | 2015 ER35                | 28 novembre 2013  | Mount Lemmon Survey     |
| 580943 - | 2015 ER36                | 8 ottobre 2008    | Spacewatch              |
| 580944 - | 2015 ES38                | 29 aprile 2011    | Mount Lemmon Survey     |
| 580945 - | 2015 EW39                | 29 gennaio 2015   | Pan-STARRS 1            |
| 580946 - | 2015 EE40                | 9 novembre 2013   | Pan-STARRS 1            |
| 580947 - | 2015 EE42                | 24 ottobre 2005   | Mauna Kea               |
| 580948 - | 2015 EB43                | 10 marzo 2002     | Spacewatch              |
| 580949 - | 2015 EE43                | 11 ottobre 2012   | Pan-STARRS 1            |
| 580950 - | 2015 ET43                | 26 maggio 2011    | Mount Lemmon Survey     |
| 580951 - | 2015 EF44                | 2 settembre 2008  | Spacewatch              |
| 580952 - | 2015 EX44                | 12 agosto 2004    | NEAT                    |
| 580953 - | 2015 EC46                | 7 ottobre 2008    | Spacewatch              |
| 580954 - | 2015 EB47                | 16 febbraio 2015  | Pan-STARRS 1            |
| 580955 - | 2015 ED47                | 26 agosto 2003    | Cerro Tololo            |
| 580956 - | 2015 EW48                | 26 aprile 2006    | Mount Lemmon Survey     |
| 580957 - | 2015 EL49                | 27 settembre 2003 | Spacewatch              |
| 580958 - | 2015 ET49                | 24 febbraio 2015  | Pan-STARRS 1            |
| 580959 - | 2015 EZ49                | 4 ottobre 2013    | Pan-STARRS 1            |
| 580960 - | 2015 EN50                | 7 novembre 2005   | Mauna Kea               |
| 580961 - | 2015 ES50                | 18 settembre 2003 | Spacewatch              |
| 580962 - | 2015 EE51                | 24 agosto 2008    | Spacewatch              |
| 580963 - | 2015 ED53                | 6 aprile 2011     | Mount Lemmon Survey     |
| 580964 - | 2015 EL53                | 14 marzo 2015     | Pan-STARRS 1            |
| 580965 - | 2015 EG54                | 2 novembre 2005   | Mount Lemmon Survey     |
| 580966 - | 2015 EH54                | 28 settembre 2008 | CSS                     |
| 580967 - | 2015 EN54                | 25 marzo 2011     | Spacewatch              |
| 580968 - | 2015 EC56                | 30 gennaio 2006   | Spacewatch              |
| 580969 - | 2015 EO56                | 23 gennaio 2015   | Pan-STARRS 1            |
| 580970 - | 2015 EG57                | 29 dicembre 2014  | Pan-STARRS 1            |
| 580971 - | 2015 EU57                | 9 novembre 2013   | Pan-STARRS 1            |
| 580972 - | 2015 EB58                | 11 maggio 2010    | Mount Lemmon Survey     |
| 580973 - | 2015 EK61                | 14 giugno 2010    | Mount Lemmon Survey     |
| 580974 - | 2015 ES63                | 25 ottobre 2013   | Spacewatch              |
| 580975 - | 2015 EL65                | 20 gennaio 2015   | Pan-STARRS 1            |
| 580976 - | 2015 EK67                | 7 aprile 2006     | Spacewatch              |
| 580977 - | 2015 EF68                | 8 marzo 2005      | Mount Lemmon Survey     |
| 580978 - | 2015 EV68                | 10 febbraio 2011  | Mount Lemmon Survey     |
| 580979 - | 2015 EE70                | 29 gennaio 2015   | Pan-STARRS 1            |
| 580980 - | 2015 EU70                | 16 febbraio 2015  | Pan-STARRS 1            |
| 580981 - | 2015 EH72                | 7 novembre 2005   | Mauna Kea               |
| 580982 - | 2015 EK72                | 14 marzo 2015     | Pan-STARRS 1            |
| 580983 - | 2015 EQ72                | 15 ottobre 2013   | Spacewatch              |
| 580984 - | 2015 EE73                | 28 ottobre 2008   | Spacewatch              |
| 580985 - | 2015 EX73                | 26 gennaio 2015   | Pan-STARRS 1            |
| 580986 - | 2015 EY73                | 20 gennaio 2015   | Pan-STARRS 1            |
| 580987 - | 2015 EW74                | 15 marzo 2015     | Mount Lemmon Survey     |
| 580988 - | 2015 EJ75                | 28 gennaio 2004   | Spacewatch              |
| 580989 - | 2015 ET75                | 14 marzo 2015     | Mount Lemmon Survey     |
| 580990 - | 2015 FH                  | 17 febbraio 2007  | Spacewatch              |
| 580991 - | 2015 FK1                 | 1 aprile 2011     | Spacewatch              |
| 580992 - | 2015 FA2                 | 9 novembre 2013   | Pan-STARRS 1            |
| 580993 - | 2015 FF3                 | 29 novembre 2014  | Pan-STARRS 1            |
| 580994 - | 2015 FW3                 | 26 dicembre 2014  | Pan-STARRS 1            |
| 580995 - | 2015 FX3                 | 11 ottobre 2004   | Spacewatch              |
| 580996 - | 2015 FK4                 | 9 ottobre 2013    | Mount Lemmon Survey     |
| 580997 - | 2015 FD6                 | 19 gennaio 2015   | Mount Lemmon Survey     |
| 580998 - | 2015 FH6                 | 16 gennaio 2015   | Pan-STARRS 1            |
| 580999 - | 2015 FZ6                 | 20 gennaio 2015   | Mount Lemmon Survey     |
| 581000 - | 2015 FA7                 | 3 ottobre 2013    | Pan-STARRS 1            |